# Dicranomyia curraniana
Dicranomyia curraniana är en tvåvingeart som först beskrevs av Alexander 1944. Dicranomyia curraniana ingår i släktet Dicranomyia och familjen småharkrankar.
Artens utbredningsområde är Panama. Inga underarter finns listade i Catalogue of Life.